# Wola Krzysztoporska (gmina)
Wola Krzysztoporska – gmina wiejska w województwie łódzkim, w powiecie piotrkowskim. W latach 1975–1998 gmina położona była w województwie piotrkowskim.
Siedziba gminy to Wola Krzysztoporska.
Według danych z 31 grudnia 2015 roku gminę zamieszkiwało 11 836 osób.

## Struktura powierzchni
Według danych z roku 2007 gmina Wola Krzysztoporska ma obszar 170,75 km², w tym:
- użytki rolne: 83%
- użytki leśne: 9%

Gmina stanowi 11,95% powierzchni powiatu piotrkowskiego.

## Demografia

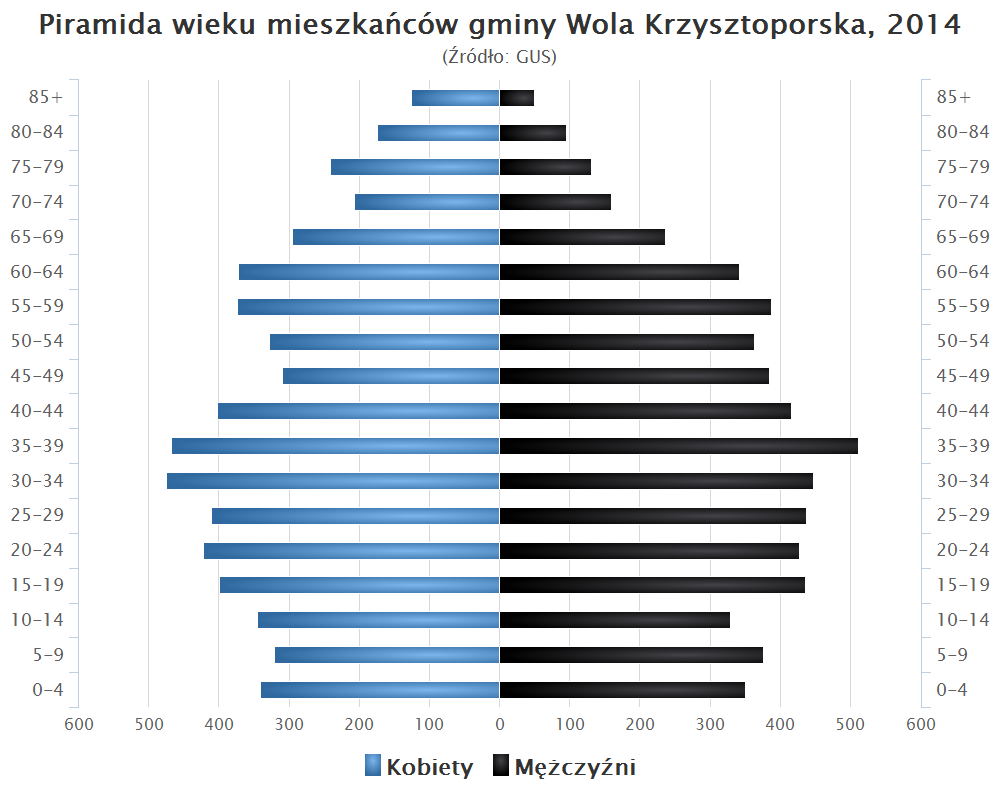
Piramida wieku mieszkańców gminy Wola Krzysztoporska w 2014 roku

Dane o ludności z 31 grudnia 2007:
| Opis                                | Ogółem | Ogółem | Kobiety | Kobiety | Mężczyźni | Mężczyźni |
| ----------------------------------- | ------ | ------ | ------- | ------- | --------- | --------- |
| Jednostka                           | osób   | %      | osób    | %       | osób      | %         |
| Populacja                           | 11 641 | 100    | 5892    | 50,61   | 5749      | 49,39     |
| Wiek przedprodukcyjny (0–17 lat)    | 2119   | 18,2   | 1043    | 8,96    | 1076      | 9,24      |
| Wiek produkcyjny (18–65 lat)        | 7585   | 65,16  | 3546    | 30,46   | 4039      | 34,7      |
| Wiek poprodukcyjny (powyżej 65 lat) | 1937   | 16,64  | 1303    | 11,19   | 634       | 5,45      |

## Sołectwa
Bogdanów, Bogdanów-Kolonia, Borowa, Blizin, Bujny, Gąski, Glina, Gomulin, Gomulin-Kolonia, Jeżów, Kacprów, Kamienna, Kozierogi, Krężna, Krężna-Kolonia, Krzyżanów, Laski, Ludwików, Majków Duży, Mąkolice, Miłaków, Moników, Mzurki, Budków, Oprzężów, Parzniewice, Parzniewiczki, Pawłów Dolny, Pawłów Górny, Piaski, Piekarki, Piekary, Poraj, Praca, Radziątków, Rokszyce, Rokszyce Drugie, Siomki, Stradzew, Wola Krzysztoporska, Wola Rokszycka, Woźniki, Woźniki-Kolonia, Wygoda.

## Pozostałe miejscowości
Czartek, Gąski (kolonia), Juliopol, Kargał-Las, Oprzężów (kolonia), Parzniewice Małe, Pawłów Szkolny, Piaski (kolonia), Praca (kolonia), Przydatki, Wola Krzysztoporska (osada), Żachta, Zamłynie.
Miejscowości zniesione: Kazimierzów, Mąkolice-Kolonia.

## Sąsiednie gminy
Bełchatów, Drużbice, Grabica, Kamieńsk, Piotrków Trybunalski, Rozprza